# Forte de Nossa Senhora dos Anjos de Paimogo
O Forte de Nossa Senhora dos Anjos de Paimogo, também conhecido como Forte de Paimogo ou Forte da Lourinhã, ergue-se em posição dominante sobre a praia de Paimogo, na atual freguesia de Lourinhã e Atalaia no município da Lourinhã, distrito de Lisboa, em Portugal.
O Forte de Paimogo está classificado como Imóvel de Interesse Público desde 1957.

## História

### O forte seiscentista
Erguido a partir de 1674, por determinação de D. António Luís de Menezes, Marquês de Marialva e depois Conde de Cantanhede, herói da guerra da Restauração da independência, com a função de defesa daquele trecho do litoral, integrava a segunda linha de defesa da barra do rio Tejo, que se estendia da Praça-forte de Peniche até Cascais.
Ao término da Guerra Civil Portuguesa (1828-1834), e diante da evolução dos meios bélicos, perdeu a sua função defensiva.

### Do século XX aos nossos dias
Classificado como Imóvel de Interesse Público, em meados do século XX o forte encontrava-se abandonado e em avançado estado de degradação, com as suas fundações pelo lado sudoeste erodidas, trazendo risco iminente de derrocada à muralha naquele trecho.
No segundo semestre de 2004 a Câmara local fechou um acordo com a Direcção-Geral do Património para a cedência do imóvel por vinte e cinco anos, renováveis, com o propósito de investir na sua reforma e futura utilização como espaço cultural integrante da Rota dos Dinossauros do Instituto da Conservação da Natureza. Os trabalhos foram iniciados em 2006.
Em 2017, e apesar do seu enorme potencial turístico, com uma das melhores vistas de mar do continente português, este forte continua votado ao abandono e corre o risco de ruir.

## Características
Este pequeno forte marítimo, abaluartado, apresenta planta quadrangular com guaritas cilíndricas nos vértices e bateria pelo lado do mar.